# Heliotropium chrysocarpum
Heliotropium chrysocarpum är en strävbladig växtart som beskrevs av L.A. Craven. Heliotropium chrysocarpum ingår i Heliotropsläktet som ingår i familjen strävbladiga växter. Inga underarter finns listade i Catalogue of Life.